# 金乗院 (加須市)
金乗院（こんじょういん）は、埼玉県加須市にある真言宗智山派の寺院。

## 歴史
元応年間（1319年 - 1321年）に開山されたという。当時は別の場所にあり、旧所在地には山号の由来となった星子沼（現・星子沼公園）などがある。その後、江戸時代初期に栄賢により現在地に移転した。
当院では学問に力を入れており、これまでに多くの新義真言宗の学問僧を輩出している。
墓地には、和算の関流数学8代目の島田熊次郎らの墓がある。

## 文化財
- 関流九伝島田親子の墓（加須市指定有形文化財 平成5年12月1日指定）[3]

## 交通アクセス
- 路線バス豊野台一丁目停留所より徒歩8分。